# Mjesna praznina
Mjesna praznina (eng. The Local Void ) je praznina u svemiru u neposrednom susjedstvu Mjesne skupine.
Otkrili su ju Brent Tully i Rick Fisher 1987. godine. Zna se da se sastoji od triju odvojenih odjeljaka, koje dijele mostovi "stručka vlakana". Točni doseg nije poznat, ali procjenjuje se da je barem 45 Mpc (150 milijuna svj. g.) poprijeko a može biti dužinske dimenzije do 70 Mpc (230 milijuna svj. godina). Čini se da Mjesna skupina ima signifikantno manje galaktika nego što se očekuje u standardnoj kozmologiji.